# Patrick Strasser
Patrick Strasser (* 1971) ist ein Schweizer Politiker (SP). Seit dem 1. Januar 2021 ist er Mitglied des Regierungsrats des Kantons Schaffhausen.

## Leben
Strasser studierte Soziologie und Public Management. Zwischen 2013 und 2020 arbeitete er als Bereichsleiter Einwohnerdienste + Soziales der Stadt Kloten.

## Politik
Strasser war von 1997 bis 1999 Mitglied der Verfassungskommission Schaffhausen und von 1997 bis 2001 im Einwohnerrat der Gemeinde Neuhausen am Rheinfall. Zwischen 2001 und 2019 war er zudem Mitglied des Kantonsrates Schaffhausen sowie von 2005 bis 2012 Gemeinderat (Exekutive) in Neuhausen am Rheinfall. Von 2014 bis 2017 war Strasser zudem Gemeinderat in Oberhallau.
Am 30. August 2020 wurde Strasser in den Regierungsrat des Kantons Schaffhausen gewählt. Er übernahm das Erziehungsdepartement von Christian Amsler, der von der Stimmbevölkerung nicht wiedergewählt wurde.